# 死刑執行人の歌―殺人者ゲイリー・ギルモアの物語
『死刑執行人の歌―殺人者ゲイリー・ギルモアの物語』（しけいしっこうにんのうた―さつじんしゃゲイリー・ギルモアのものがたり、原題:The Executioner's Song）は、アメリカ合衆国のノン・フィクション。著者は、ノーマン・メイラー。有名な犯罪者ゲイリー・ギルモアについて1976年に刑務所を仮釈放されてからユタ州での生活、殺人、逮捕から1977年の処刑までを描いた作品である。

## 概要
1976年にアメリカのユタ州で二人の男性を殺害し、死刑を宣告されるも延期されていたため、速やかに執行を求めたことでアメリカ中から注目されていた獄中のゲイリー・ギルモアのもとへ、共著者のラリー・シラーは交渉に赴き伝記と映画化権を買い取った。ギルモア本人と妻、家族、友人、刑務所職員、囚人仲間など100人を超える関係者にインタビューを行い、死後の1979年に出版されて全米でベストセラーになった。1980年には、ピューリッツアー賞を受賞した。日本では常盤新平が抜粋を翻訳し週刊現代で掲載したが、単行本としてはあまりに膨大な量を訳さねばならないため出版されなかった。
1982年には、『死刑執行人』(原題:The Executioner's Song)として、テレビ映画化されている。その際ゲイリー役を演じたのは若き日のトミー・リー・ジョーンズであり、ロザンナ・アークエットがその恋人であるニコールを演じた。
1994年にギルモアの末弟で音楽ライターであるマイケル・ギルモアの『心臓を貫かれて』は、ベストセラーになった。弟自身が記したものであり、アプローチや家族間の物語における生々しさにおいて趣を全く異にしている。日本では、村上春樹が翻訳し文藝春秋から1996年に出版され注目された。
このため1998年に岡枝慎二の翻訳で同文書院から上下2冊で刊行された。